# Osamu Ishiwata
Osamu Ishiwata (石渡治 Ishiwata Osamu?,  Nacido el  16 de mayo, 1959 en Kanagawa, Japón) es un mangaka japonés. Osamu ganó en el año 1989 el premio Shōgakukan en la categoría shōnen por el trabajo llamado B.B. El también mangaka Yoshitomo Yoshimoto es su hermano menor. 

## Trabajos
- Osamu Ishiwata Masterpiece Collection (石渡治傑作集?)
- Juugatsu no Mangetsu ni Ichiban Chikai Doyoubi (10月の満月に一番近い土曜日?)
- Super Rider (スーパーライダー ?)
- Takeru (タケル?)
- Passport Blue (パスポート・ブルー ?)
- Happy Man
- B.B.
- Hi no Tama Boy (火の玉ボーイ?)
- Ragtime Brass (ラグタイムブルース?)
- Love
- 2 (ツヴァイ?)
- Hakuhei Musha) (白兵武者?)
- Odds (manga) (オッズ?)